# 도쿄의 밤하늘은 항상 가장 짙은 블루
《도쿄의 밤하늘은 항상 가장 짙은 블루》(일본어: 夜空はいつでも最高密度の青色だ, 영어: The Tokyo Night Sky Is Always the Densest Shade of Blue)는 2017년 5월에 개봉한 일본의 드라마 영화이다. 이시이 유야가 감독과 각본을 맡았다. 일본에서는 2017년 5월 13일에, 대한민국에서는 2019년 2월 14일에 개봉되었다.

## 출연진
- 이케마츠 소스케 - 신지 역
- 이시바시 시즈카 - 미카 역
- 마츠다 류헤이 - 토모유키 역
- 이치카와 미카코 - 미카의 엄마 역
- 사토 료 - 레이 역
- 미우라 타카히로 - 마키타 역
- 테츠시 다나카 - 이와시타 역
- 폴 매그사인 - 안드레스 역
- 노자키 요시미 - 거리에서 노래하는 여자 역